# Raoul Béteille
Pour les articles homonymes, voir Béteille.
Raoul Béteille, né le 1er janvier 1924 à Nîmes (Gard), et mort le 18 avril 2015 est un magistrat et homme politique français.

## Biographie
Comme son père Élie, Raoul Béteille devient magistrat en 1948. Il commence sa carrière comme juge suppléant à Nîmes. Il est ensuite collaborateur des ministres Jean Foyer et Pierre Messmer, procureur général près la Cour de sûreté de l'État, puis directeur des affaires criminelles et des grâces d’Alain Peyrefitte entre 1979 et 1981. Dans le cadre de ses fonctions, il est l'un des rédacteurs les plus engagés de la loi sécurité et liberté. À ce propos, François Mitterrand aurait évoqué sa personne lors d'un Conseil des ministres de manière ironique : « beaucoup plus directeur des affaires criminelles que des grâces ». Opposant notoire à l'abolition de la peine de mort, il quitte de lui-même son poste au ministère lors de l'arrivée de Robert Badinter à la chancellerie le 23 juin 1981. Le 3 juillet suivant, le journal Le Monde publie une lettre qu'il a adressé le 1er juin à Maurice Faure, ministre de la Justice, pour défendre la politique d'Alain Peyrefitte et en particulier la loi sécurité et liberté. Il est nommé conseiller à la Cour de cassation, affecté à la chambre civile 1. 
Admis à faire valoir ses droit à la retraite à compter du 2 janvier 1990, il est maintenu en fonctions jusqu'au 30 juin 1990. Il est depuis conseiller honoraire à la Cour de cassation. Par le Décret du 3 mars 1993 il est nommé vice-président du Conseil de la concurrence.
Élu face au sortant Gilbert Bonnemaison, il devient député RPR de la première circonscription de la Seine-Saint-Denis de 1993 à 1997. Il est battu par Bruno Le Roux en 1997. Il est également conseiller municipal d'Épinay-sur-Seine de 1995 à 1997.
De 1994 à 2008, il est président du Mouvement initiative et liberté (MIL), qui regroupe la « droite civique, gaulliste, et patriote ». Il est ensuite président du comité d'honneur du MIL jusqu'à sa mort.
Il est le père de Laurent Béteille.

## Publications
- Antijustice, Paris, Union nationale inter-universitaire, 1989, 118 pages -  (ISBN 2905086203)
- De l'injustice, François-Xavier de Guibert, 2001.

## Distinctions

### Prix
- Prix Saintour de l'Académie des sciences morales et politiques 2002 pour De l'injustice.

### Décorations
- Commandeur de la Légion d'honneur.